# Phyllomacromia funicularioides
Phyllomacromia funicularioides är en trollsländeart som först beskrevs av Legrand 1983.  Phyllomacromia funicularioides ingår i släktet Phyllomacromia och familjen skimmertrollsländor. IUCN kategoriserar arten globalt som nära hotad. Inga underarter finns listade i Catalogue of Life.